# Hugo Bangert
Hugo Bangert (* 16. Mai 1890 in Jungenhengst, Böhmen; † 30. September 1972 in Wetzlar) war ein deutscher Unternehmer und Bürgermeister von Wetzlar.

## Leben
Er war der Sohn des Einwohners und Obersteigers Carl Bangert und dessen Ehefrau Lina Maria geb. Jaeger aus Jungenhengst und wurde evangelisch-lutherisch am 8. Juni 1890 in Johanngeorgenstadt in Sachsen getauft. Nach dem Abitur am Humanistischen Gymnasium Wetzlar im Jahre 1909 studierte Hugo Bangert Staatswissenschaften an den Universitäten in Gießen, München und Freiburg/Breisgau und promovierte zum Dr. pol.
Er absolvierte eine kaufmännische Ausbildung bei den Wetzlarer Buderus Eisenwerken und war in den Jahren von 1919 bis 1930 Syndikus und Leiter der wirtschafts- und sozialpolitischen Abteilung. Zugleich übernahm er den Vorsitz der Ortsgruppe Wetzlar des
Arbeitgeberverbandes Metall. Er saß gemeinsam mit Vertretern der Arbeitnehmer und anderen Vertretern der mittelhessischen Metallindustrie in einem neu geschaffenen Verwaltungsausschuss der Arbeitsämter.
Bangert engagierte sich kommunalpolitisch und war von 1928 an als Mitglied der Deutschen Volkspartei Stadtverordneter in Wetzlar.
In den Jahren von 1930 bis 1934 übte er das Amt des Bürgermeisters aus. Nach der NS-Machtübernahme wurde er aus politischen Gründen entlassen.
1939 kam er zu den Burger Eisenwerken AG und wurde später deren Direktor.

## Schriften
- 1914: Die Montanindustrie des Lahn- und Dillgebiets.[2]